# Jeff Dunham
Jeff Dunham (Dallas, 18 de abril de 1962) é um ventríloquo e comediante estadunidense. Ele é mais conhecido por ter criado o personagem Achmed, o terrorista morto. Ele recebeu mais de 350 milhões de visualizações no YouTube em outubro de 2009 (sua introdução de Achmed, o terrorista morto, no especial Spark of Insanity foi classificado como o nono vídeo mais visto do YouTube na época).
Seu especial de Natal foi a transmissão mais assistida na história da Comedy Central nos Estados Unidos, com seu DVD vendendo mais de 400.000 cópias nas suas duas primeiras semanas. A Forbes o classificou como o terceiro comediante mais bem pago dos Estados Unidos, atrás de Jerry Seinfeld e Chris Rock.

## Biografia
Ele nasceu em Dallas, Texas, em 18 de abril de 1962. Quando ele tinha três meses de idade foi adotado por Howard Dunham e sua esposa Joyce, que o deram uma criação presbiteriana, como filho único.
Ele começou com a ventriloquia em 1970, aos oito anos de idade, quando seus pais lhe deram um boneco de Natal. No dia seguinte, ele pesquisou um livro de instruções sobre ventriloquia da biblioteca. Na quarta série, Dunham decidiu que ele não só queria ser um ventríloquo profissional, mas o melhor de todos. Dunham começou a praticar durante horas na frente de um espelho, estudando os métodos de Edgar Bergen.
Diplomado na Baylor University, ele apresentou vários espetáculos de comédia, inclusive o Comedy Central Presents em 2003. Os bonecos atuais dele incluem um woozle (espécie fictícia) chamado Peanut, um homem velho e amargo chamado Walter, Melvin o Super-Herói, Achmed - o Terrorista Morto e José Jalapeño - um uma pimenta Jalapeño falante em uma vara. O seu primeiro DVD, Jeff Dunham: Arguing With Myself (Jeff Dunham: Discutindo Comigo Mesmo), foi lançado em Abril de 2006. [carece de fontes?]

## Personagens

### Peanut
Peanut é um ser da espécie "woozle" (fictícia), ele é roxo com um topete pequeno verde na cabeça, e só um sapato. (Quando este fato foi mencionado por Jeff, quando perguntou se Peanut tinha perdido um sapato, Peanut respondeu, "Nada cara, eu achei um!"). Peanut nasceu em uma ilha na Micronésia no Oceano Pacífico perto de Guam de acordo com a biografia fictícia, ele tem 5 irmãos. Peanut também tem um avô que tem uma deficiência na audição. Ele nunca terminou a escola. Ele se mudou para os Estados Unidos em 1986.[carece de fontes?]

### Walter

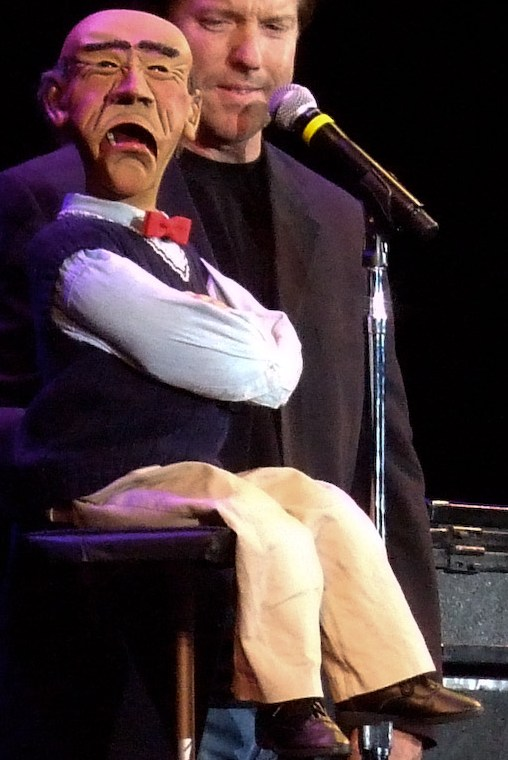
Jeff Dunham com seu boneco Walter em 2007

Walter é um homem velho, aposentado e aborrecido, sempre descontente. Casado há 48 anos, ele tem uma visão sarcástica do mundo de hoje. Ele também é veterano da Guerra de Vietnã.
Uma característica especial no DVD Spark of Insanity mostrou Walter anunciar a sua candidatura para Presidente. No site oficial Jeff Dunham, os internautas podiam votar em quem eles gostariam de ver como o próximo Presidente dos Estados Unidos. Todos os candidatos eram listados, inclusive Walter. [carece de fontes?]

### José Jalapeño
José Jalapeño é uma pimenta jalapeño, de origem mexicana, tem um sombreiro e um bigode cuja piada constante é que ele está em cima de um pau ele rebate "em um espeto". José esclareceu que ele não é mexicano, mas cubano e que ele saiu da Flórida, embora ele diz às vezes que ele é Porto Rico e da Cidade de Nova Iorque.

### Achmed, o Terrorista Morto
Achmed, o Terrorista Morto é um esqueleto com uma barba e turbante branco. Ele é usado por Dunham para fazer comédia baseado no contemporâneo assunto terrorismo. Achmed é conhecido pelo seu grito: "Silence! I kill you!" ("Silêncio! Eu mato você!"). Ele é um homem-bomba que recebeu treinamento do "Campo de Treinamento de Homens-Suicidas". De acordo com a personagem, o local era uma instalação agradável, até que apareceu um novo recruta para praticar (o suicídio através da explosão da bomba).
Achmed se autointitula: "um aterrorizante terrorista". Escreveu uma música intitulada "Jingle Bombs", que foi apresentada durante o especial de natal ao lado de Brian Haner, pseudo Guitar Guy.

### Melvin
Melvin é um super-herói que usa um uniforme azul com uma letra D grande estampada em seu peito, que segundo Melvin é por causa da sua música tema (dá-dá-dá-daáá), além de uma capa na cor verde. Pode voar e possui visão de raio-x, mas suas fraquezas são bolinhos e pornografia.

### Bubba J
Bubba J é um White Trash, uma expressão para indicar americanos brancos, pobres de baixo nível econômico, social e cultural, que vive em condições precarias, trabalham em sub empregos e tem um estereótipo de casamentos consanguíneos. Ele é morador de um estacionamento de trailers.

### Sweet Daddy Dee
Sweet Daddy Dee é um típico malandro, ele é negro e costuma ofender os White Trash com piadas sobre NASCAR como, "Eles estão fazendo uma curva para a esquerda... estão fazendo outra curva para a esquerda... estão fazendo outra curva para a esquerda... O que será que vai acontecer depois?".[carece de fontes?]

## Filmografia
| Ano  | Título                                       | Papel                       | Notas                                                                    |
| ---- | -------------------------------------------- | --------------------------- | ------------------------------------------------------------------------ |
| 1991 | Hot Country Nights                           | Ele mesmo                   | Um episódio                                                              |
| 1996 | Ellen                                        | Starky o Ventríloquo        | Episódio: "When the Vow Breaks: Part 1" (com Walter como Gus)            |
| 2002 | Any Day Now                                  | Ventríloquo                 | Episódio: "Truth Hurts"                                                  |
| 2002 | She Spies                                    | Ventríloquo Elvis Presley   | Episódio: "Ice Man"                                                      |
| 2003 | Comedy Central Presents                      | Ele mesmo                   | Também como roteirista                                                   |
| 2003 | One on One                                   | Benny / Kenny               | Episódio: "I Know What You Did Last Thursday"                            |
| 2005 | Blue Collar TV                               | Ventriloquist               | Episódio: "Stupidity"                                                    |
| 2006 | Jeff Dunham: Arguing with Myself             | Ele mesmo                   | Especial da TV; também como roteirista e produtor executivo              |
| 2007 | Delta Farce                                  | Amazing Ken                 |                                                                          |
| 2007 | Jeff Dunham: Spark of Insanity               | Ele mesmo                   | Especial da TV; também como roteirista e produtor executivo              |
| 2008 | History of the Joke                          | Ele mesmo                   | Documentário da TV                                                       |
| 2008 | Jeff Dunham's Very Special Christmas Special | Ele mesmo                   | Especial da TV; também como roteirista e produtor executivo e compositor |
| 2009 | 30 Rock                                      | Rick Wayne                  | Episódio: "Stone Mountain" (com Bubba J. como Pumpkin)                   |
| 2009 | The Jeff Dunham Show                         | Ele mesmo                   | 7 Episódios; também como roteirista e produtor executivo                 |
| 2009 | Sonny with a Chance                          | Jeff                        | Episódio: "Hart to Hart" (com Walter)                                    |
| 2009 | I'm No Dummy                                 | Ele mesmo                   | Documentário                                                             |
| 2010 | Dinner for Schmucks                          | Lewis o Ventríloquo         |                                                                          |
| 2011 | Jeff Dunham: Controlled Chaos                | Ele mesmo                   | Especial da TV; também como roteirista e produtor executivo              |
| 2012 | The Batmobile                                | Ele mesmo                   | Documentário da TV                                                       |
| 2012 | Jeff Dunham: Minding the Monsters            | Ele mesmo                   | Especial da TV; também como roteirista e produtor executivo              |
| 2012 | Big Top Scooby-Doo!                          | Schmatko (Voz)              |                                                                          |
| 2013 | From Up on Poppy Hill                        | Gen (Voz)                   | Versão em inglês                                                         |
| 2014 | The Nut Job                                  | Mole (Voz)                  |                                                                          |
| 2014 | Jeff Dunham: All Over the Map                | Ele mesmo                   | Especial da TV; também como roteirista e produtor executivo e co-editor  |
| 2014 | Achmed Saves America                         | Achmed / Bubba J. / Himself | Desenho; Criador e produtor executivo                                    |
| 2016 | Hell's Kitchen                               | Ele mesmo                   | Episódio: "9 Chefs Compete"(com Walter)                                  |
| 2017 | The Nut Job 2                                | Mole (Voz)                  |                                                                          |